# Wilhelm Burgdorf
Wilhelm Emanuel Burgdorf (Fürstenwalde, 15 febbraio 1895 – Berlino, 2 maggio 1945) è stato un generale tedesco durante la seconda guerra mondiale.

## Biografia
Burgdorf entrò nell'esercito allo scoppio della prima guerra mondiale come allievo ufficiale e nel 1915 venne nominato ufficiale di fanteria del 12º reggimento granatieri. Tra le due guerre prestò servizio nella Reichswehr e nel 1930 promosso al grado di capitano. Nel 1935 diventò insegnante di tattica all'accademia militare di Dresda con il nuovo grado di maggiore e nel 1937 fu nominato assistente al comando del IX corpo d'armata. Nel 1938 venne promosso tenente colonnello e dal maggio 1940 all'aprile 1942 prestò servizio come comandante del 529º reggimento di fanteria. Nel maggio 1942 diventò Vicecomandante dell'ufficio del personale dell'esercito tedesco, reparto di cui diventò Comandante il 1º ottobre 1944, dopo la morte del predecessore Rudolf Schmundt. Mantenne tale ruolo fino al giorno della morte.
A Karl Wolff e al generale Wilhelm Burgdorf il Führer aveva affidato l'Operazione Rabat, ovvero di rapire il papa, ma non si fidava di nessuno, infatti Wolff informò di persona il papa.

### La morte di Erwin Rommel
A partire dall'ottobre 1944, dopo la morte di Schmundt, Burgdorf ebbe anche l'incarico di primo assistente di Adolf Hitler. Grazie a tale posizione svolse un ruolo di primo piano nella morte del feldmaresciallo Erwin Rommel, amico del defunto Schmundt. Rommel era stato accusato di aver avuto un ruolo, sebbene di secondo piano, nell'attentato dinamitardo del 20 luglio 1944 con cui si era tentato di uccidere Hitler e che costò la vita a Schmundt. Hitler valutò che portare il più famoso tra i generali tedeschi davanti a un tribunale avrebbe provocato uno scandalo in tutto il Paese e preferì quindi fare in modo che Rommel potesse salvare la faccia.
Il 14 ottobre 1944, Burgdorf andò a casa di Rommel insieme al generale Ernst Maisel. Aveva ricevuto istruzioni dal feldmaresciallo generale Wilhelm Keitel di offrire a Rommel una scelta: o avvelenarsi e ricevere un funerale di Stato e l'immunità per la sua famiglia e i suoi collaboratori oppure affrontare un processo per tradimento con le possibili conseguenze del caso. Rommel si allontanò da casa in auto con Burgdorf e Maisel; la famiglia, dieci minuti più tardi, ricevette una telefonata che comunicava la sua morte.

### Nel bunker di Berlino
Nel 1945, durante la battaglia di Berlino, Burgdorf si ritirò all'interno del Führerbunker. Le sue attività in quel periodo vennero documentate negli appunti di Gerhardt Boldt, un soldato tedesco che annotò le proprie osservazioni sulla sua esperienza all'interno del Führerbunker.
Il 28 aprile, quando si scoprì che Heinrich Himmler stava tentando di negoziare la resa agli Alleati grazie alla mediazione del Conte Folke Bernadotte, Burgdorf entrò a far parte di un tribunale organizzato da Hitler, allo scopo di processare gli amici ed i collaboratori di Himmler che ancora potevano essere rintracciati in città. Tra questi Hermann Fegelein, il cognato di Eva Braun. L'improvvisato tribunale venne presieduto dal Generale Wilhelm Mohnke, con la collaborazione di Burgdorf e dei generali Hans Krebs e Johann Rattenhuber.
Il 29 aprile 1945 Burgdorf, Krebs, Joseph Goebbels e Martin Bormann fecero da testimoni alla redazione del testamento di Adolf Hitler, controfirmandolo ed attestandone la validità. Dopo il suicidio di Hitler e Goebbels, anche Burgdorf e il suo collega Krebs si tolgono la vita il 2 maggio 1945.

## Il ritratto di Wilhelm Burgdorf nei media
Wilhelm Burgdorf è stato interpretato dai seguenti attori in produzioni cinematografiche e televisive:
- Everett Sloane nel film statunitense del 1951 Rommel, la volpe del deserto.
- Erik Frey nel film tedesco del 1955 L'ultimo atto.
- Peter Jacob nel film franco-statunitense del 1966 Parigi brucia?.
- Hector Ross nella produzione televisiva britannica The Death of Adolf Hitler.
- Joss Ackland nel film inglese del 1973 Gli ultimi 10 giorni di Hitler.
- Justus von Dohnányi nel film tedesco del 2004 La caduta - Gli ultimi giorni di Hitler.
- Paul Gustavson nel documentario statunitense del 2006 Rommel and the Plot Against Hitler.